# Agathis gracilenta
Agathis gracilenta är en stekelart som beskrevs av Vladimir Ivanovich Tobias 1963. Agathis gracilenta ingår i släktet Agathis och familjen bracksteklar. Inga underarter finns listade i Catalogue of Life.